# Gmina Tarczyn
Die Gmina Tarczyn ist eine Stadt-und-Land-Gemeinde im Powiat Piaseczyński der Woiwodschaft Masowien, Polen. Ihr Sitz ist die gleichnamige Stadt mit etwa 4100 Einwohnern.

## Geographie

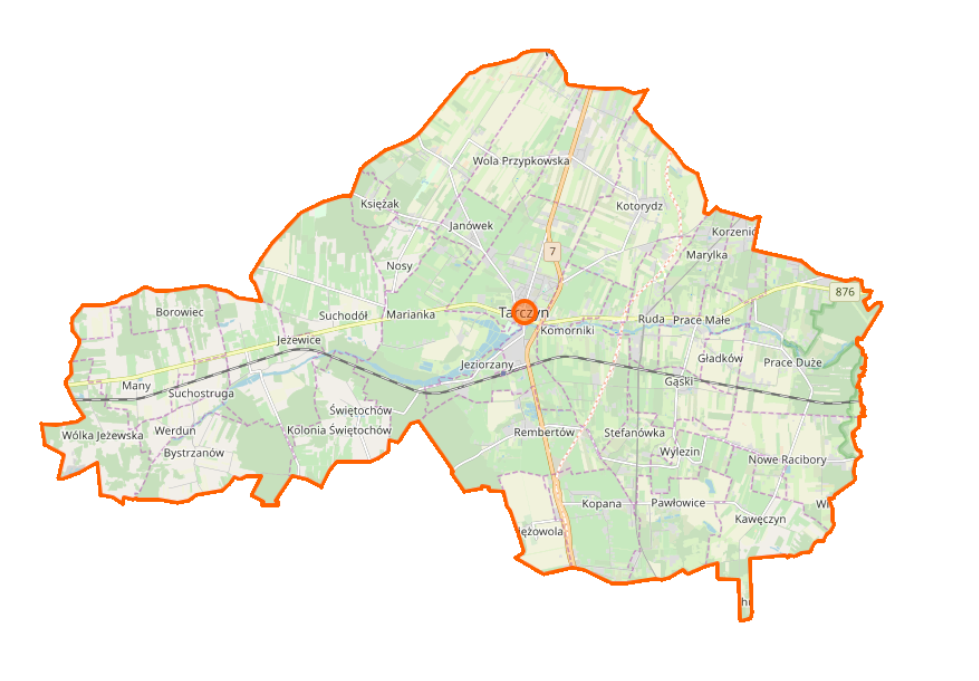
Karte der Gemeinde

Der Norden der Gemeinde ist etwa 15 Kilometer von der Warschauer Stadtgrenze entfernt. Nachbargemeinden sind Żabia Wola und Nadarzyn im Nordwesten, Lesznowola im Norden, Piaseczno im Nordosten, Prażmów im Osten, Grójec im Süden sowie Pniewy im Südwesten.
Die Gemeinde hat eine Fläche von 114 km², die zu 75 Prozent land- und zu 14 Prozent forstwirtschaftlich genutzt wird. Durch die Gemeinde und ihren Hauptort fließt die 19 Kilometer lange Tarczynka.

## Geschichte
Die Landgemeinde wurde 1973 aus verschiedenen Gromadas gebildet. Ein Vorgänger war die von 1919 bis 1953 bestehende Gmina Komorniki mit Sitz in Tarczyn. Stadt- und Landgemeinde wurden 1990/1991 zur Stadt-und-Land-Gemeinde vereinigt.
Das Gemeindegebiet gehörte bis 1975 zum Powiat Grójecki und von 1945 bis 1975 zur Woiwodschaft Warschau. Im Jahr 1975 kam es zur verkleinerten Woiwodschaft gleichen Namens, der Powiat wurde aufgelöst. Zum 1. Januar 1999 kam die Gemeinde zur Woiwodschaft Masowien und zum Powiat Piaseczyński.

## Gliederung
Zur Stadt-und-Land-Gemeinde Tarczyn gehören neben der Stadt 35 Dörfer und Siedlungen mit einem Schulzenamt:
Borowiec
Bystrzanów
Gąski
Gładków
Grzędy
Janówek
Jeziorzany
Jeżewice
Józefowice
Kawęczyn
Kolonia Prace Duże
Kolonia Wola Przypkowska
Komorniki
Kopana
Korzeniówka-Marylka
Kotorydz
Księżak
Many
Marianka
Nosy
Pawłowice
Prace Duże
Prace Małe
Przypki
Racibory
Rembertów
Ruda
Stefanówka
Suchodół
Suchostruga
Świętochów
Werdun
Wola Przypkowska
Wólka Jeżewska
Wylezin
Weitere Orte, Ortsteile und Weiler der Gemeinde sind Brominy, Cieśle, Drozdy, Duki, Julianów, Księżowola, Leśna Polana, Nowe Racibory, Pamiątka, Popielarze, Skrzeczeniec und Stara Kopana.

## Verkehr
Die Landesstraße DK7 und die Woiwodschaftsstraße DW876 führen durch das Gemeindegebiet. Der internationale Flughafen Warschau ist etwa 25 Kilometer entfernt.
Die Bahnstrecke Skierniewice–Łuków wird hier nur noch im Güterverkehr betrieben. Die Schmalspurbahn Warszawa–Nowe Miasto nad Pilicą ist eine Museumsbahn bzw. in Richtung Grójec stillgelegt.